# كارلوس بيريز (دراج على المضمار)
كارلوس بيريز (بالإسبانية: Carlos Pérez)‏ هو دراج على المضمار أرجنتيني، ولد في 29 أكتوبر 1970.

## وصلات خارجية
- كارلوس بيريز على موقع أوليمبيديا (الإنجليزية)